# Racing Extinction
Racing Extinction è un documentario del 2015 diretto da Louie Psihoyos.